# U.F.O. (videogioco 1986)
U.F.O. è un videogioco sparatutto a schermata fissa fantascientifico pubblicato nel 1987 per Commodore 64 dall'editrice britannica Firebird, nella linea Silver Range a basso costo.
Si basa fondamentalmente sul classico schema alla Space Invaders, con immagini di sfondo elaborate, ma non interattive; la stampa europea dei suoi tempi lo giudicò di solito piuttosto negativamente, per la poca originalità e giocabilità, nonostante la bella grafica e il basso prezzo.

## Modalità di gioco
Il giocatore pilota la navicella F21 Condor che si può muovere nella parte bassa dello schermo, in orizzontale e solo per un breve tratto anche in verticale. Può sparare proiettili doppi verso l'alto, che raggiungono distanze maggiori se sparati da più in alto.
Se si spara con troppa frequenza l'arma si può surriscaldare e diventare inutilizzabile finché la temperatura, indicata da una barra, non scende di nuovo. Tenendo premuta la barra di spazio si attiva uno scudo protettivo che rende la Condor invincibile, ma ha carica limitata.
Ci sono quattro tipi di nemici alieni: navicelle che fluttuano ad altezze viariabili, mezzi di terra e altre navicelle che passano in orizzontale, e torrette che spuntano momentaneamente dal terreno. Di tanto in tanto passa anche un velivolo che paracaduta rifornimenti da raccogliere. La parte più in alto dello scenario non è di fatto utilizzata da nessuno. I proiettili della Condor e i nemici che volano più in alto hanno effetti di tridimensionalità, rimpicciolendosi quando si allontanano, ma l'azione è comunque bidimensionale. I nemici sparano proiettili a varie angolazioni che riducono gradualmente l'energia della Condor, fino a farle perdere una delle quattro vite. Solo spingendosi alla massima altezza è possibile anche scontrarsi con i nemici ed essere distrutti subito.
Completato un livello, si deve affrontare una fase di intermezzo dove la Condor viaggia su una pianura decorata a strisce colorate, con visuale tridimensionale a scorrimento. Non ci sono nemici, si deve solo evitare di urtare i bordi di uno stretto percorso con curve. Al termine, prima di cominciare il nuovo livello, si accede a una stazione di rifornimento dove si possono spendere dei crediti guadagnati per ricaricare l'energia e/o lo scudo. Durante i livelli, un numero limitato di volte, il giocatore può anche premere F1 per andare volontariamente all'intermezzo e alla stazione di rifornimento.
Nei livelli successivi cambia l'estetica dei nemici, ma il funzionamento rimane praticamente lo stesso. Il primo livello ha sullo sfondo una metropoli che secondo la confezione dovrebbe rappresentare New York, il secondo ha un paesaggio lunare solcato da un fiume e il terzo un paesaggio notturno sul mare, poi si ripetono gli stessi sfondi. In alto a destra è sempre presente anche un piccolo radar con le posizioni degli oggetti sulla scena, privo di utilità pratica.